# Diceratosaurus brevirostris
Il diceratosauro (Diceratosaurus brevirostris) è un anfibio estinto, appartenente ai nectridei. Visse nel Carbonifero superiore (Pennsylvaniano medio, circa 310 milioni di anni fa) e i suoi resti fossili sono stati ritrovati in Nordamerica (Ohio).

## Descrizione
L'aspetto di questo animale doveva richiamare quello di una salamandra dal corpo compatto e dalla coda particolarmente allungata. Il cranio era però molto differente: di forma triangolare (in vista dorsale), era dotato di lunghe estensioni ossee posteriori formate dalle ossa tabulari. Queste "corna" erano fortemente proiettate posteriormente. Il margine dorsale del cleitro era notevolmente espanso posteriormente, come in altre forme simili quali Keraterpeton. Al contrario di quest'ultimo, Diceratosaurus possedeva un secondo paio di ossa ventrali dietro le clavicole, denominate elementi dermici accessori.

## Classificazione
Diceratosaurus brevirostris venne descritto per la prima volta da Edward Drinker Cope nel 1874. Questa specie è ben nota grazie al ritrovamento di numerosi esemplari (circa 50) nella miniera di carbone Diamond nei pressi del villaggio di Linton (Contea di Jefferson, Ohio). Altre specie attribuite a questo genere sono D. laevis e D. robustus, descritte da Moodie nel 1909 e provenienti sempre da Linton, sono attualmente considerate conspecifiche con D. brevirostris e rappresenterebbero varianti individuali.
Diceratosaurus fa parte dei cheraterpetontidi, un gruppo di anfibi nectridei che nel Carbonifero superiore svilupparono strutture simili a brevi corna nella parte posteriore del cranio, fino a dare origine alla famiglia dei diplocaulidi, che portarono all'estremo l'estensione di tali strutture.